# Cusano Mutri
Cusano Mutri é uma comuna italiana da região da Campania, província de Benevento, com cerca de 4.396 habitantes. Estende-se por uma área de 58 km², tendo uma densidade populacional de 76 hab/km². Faz fronteira com Cerreto Sannita, Faicchio, Gioia Sannitica (CE), Guardiaregia (CB), Piedimonte Matese (CE), Pietraroja, San Lorenzello, San Potito Sannitico (CE).

## Demografia
| Variação demográfica do município entre 1861 e 2011                               |
|                                                                                   |
| Fonte: Istituto Nazionale di Statistica (ISTAT) - Elaboração gráfica da Wikipedia |